# Pandanus oblatus
Pandanus oblatus är en enhjärtbladig växtart som beskrevs av Harold St.John. Pandanus oblatus ingår i släktet Pandanus och familjen Pandanaceae. Inga underarter finns listade.